# Schwedische Nationalenzyklopädie

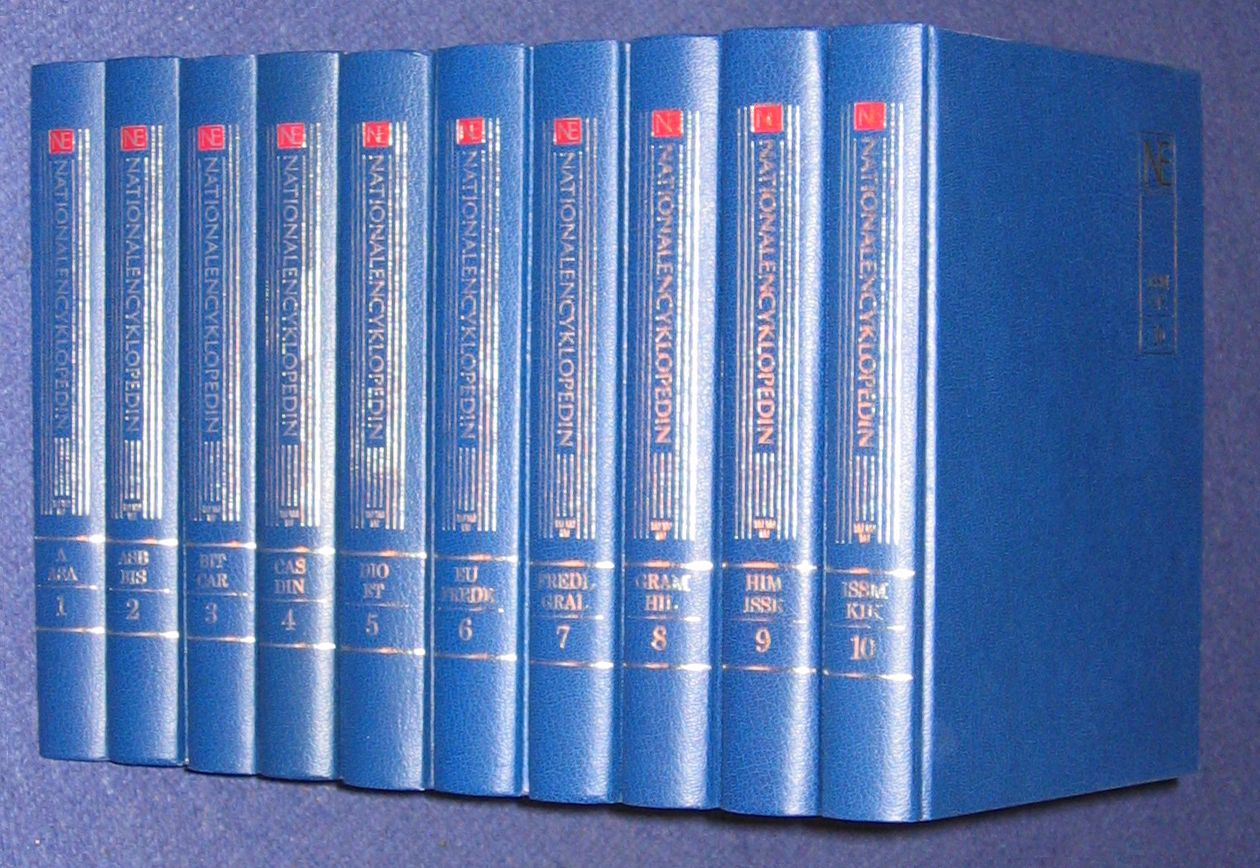
Bände 1–10 der Nationalencyklopedin

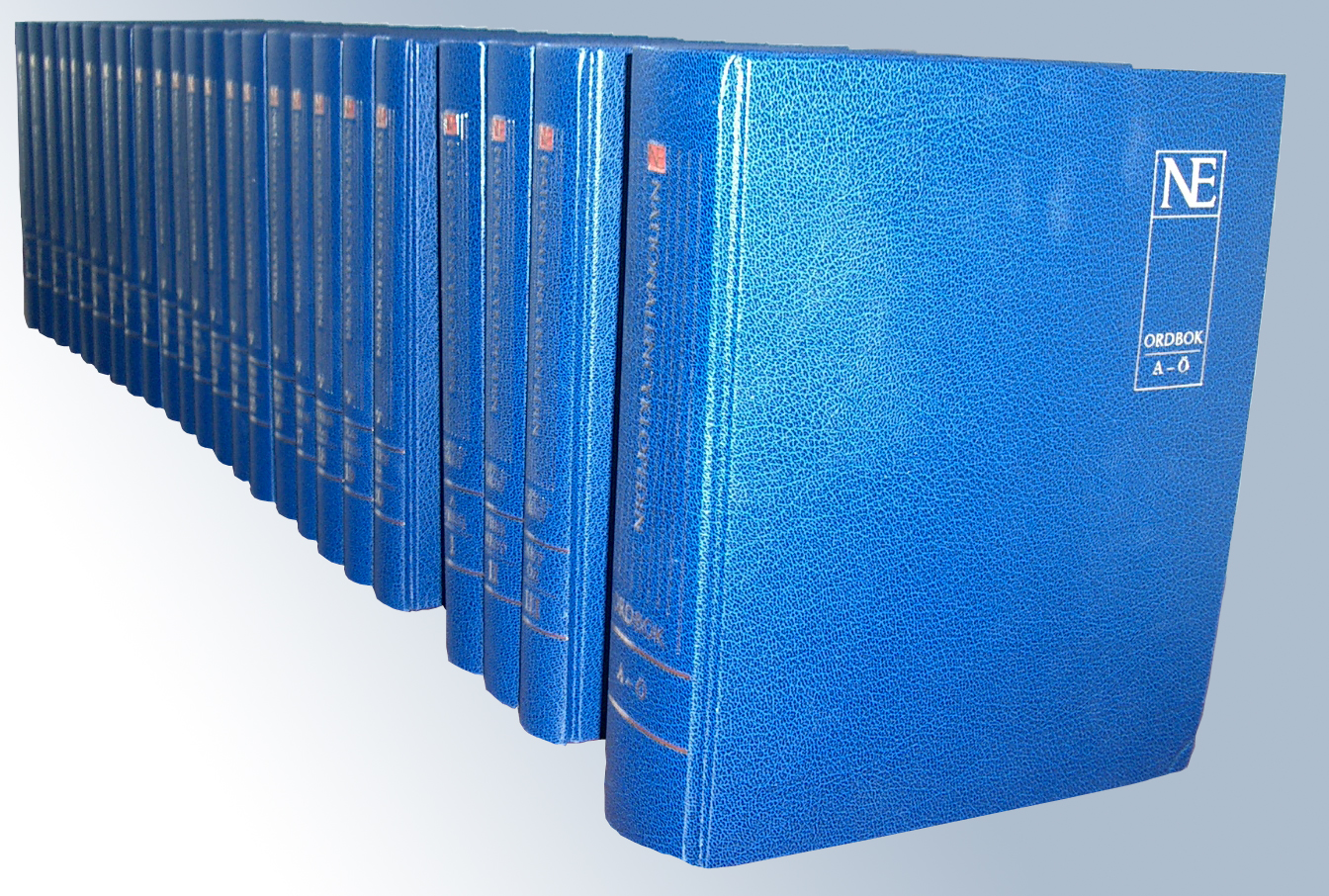
Vollständige Ausgabe der Nationalencyklopedin (Bände 1–20 mit dreibändigen Wörterbuch)

Die Schwedische Nationalenzyklopädie (schwedisch Nationalencyklopedin. Ett uppslagsverk på vetenskaplig grund utarbetat på initiativ av Statens kulturråd; NE) ist ein enzyklopädisches Nachschlagewerk, das auf Initiative des schwedischen Staatlichen Kulturrats (Statens Kulturråd) herausgegeben wurde. 1989 wurde der erste Band veröffentlicht und das Gesamtwerk bis 1996 mit 20 Bänden vervollständigt. Der Verlag Bra Böcker AB in Höganäs wurde mit der Herausgabe der Nationalenzyklopädie betraut (ISBN 91-7024-619-X). Heute bietet NE diverse Wissens-Produkte an, darunter eine Online-Enzyklopädie, und richtet sich vor allem an Organisationen und Institutionen.
1995 bis 1996 wurde außerdem ein dreibändiges Wörterbuch (Nationalencyklopedins ordbok, NEOB) hinzugefügt.

## Brockhaus Wissensservice
Am Rande der Frankfurter Buchmesse wurde im Oktober 2015 bekanntgegeben, dass der Verlag der Schwedischen Nationalenzyklopädie (NE Nationalencyklopedin AB) in Malmö die Rechte an der Marke Brockhaus übernommen hat. Das deutsche Tochterunternehmen NE GmbH in München entwickelt und vermarktet seitdem den Brockhaus Wissensservice. Zielgruppe für den reinen Online-Dienst seien „Schulen, Hochschulen, Bibliotheken, Behörden, Medien, Unternehmen“  für „relevantes, überprüftes Wissen“. Die Redaktion bestehe aber bei der Bertelsmann-Tochtergesellschaft Inmediaone fort. Seit Juni 2018 ist es auch Privatpersonen möglich, einen kostenpflichtigen Zugang zu abonnieren.